# Список эпизодов телесериала «Тиран»
Список эпизодов американского телесериала «Тиран», созданного Гидеоном Раффом, Ховардом Гордоном и Крейгом Райтом.
Главный герой Барри Аль-Файед — сын главы вымышленного государства Абуддин. Он жил своей собственной жизнью в Лос-Анджелесе около 20 лет, но болезнь отца заставила его вернуться на родную землю.

## Обзор сезонов
| Сезон | Сезон | Эпизоды | Оригинальная дата показа | Оригинальная дата показа |
| Сезон | Сезон | Эпизоды | Премьера сезона          | Финал сезона             |
| ----- | ----- | ------- | ------------------------ | ------------------------ |
|       | 1     | 10      | 24 июня 2014             | 26 августа 2014          |
|       | 2     | 12      | 16 июня 2015             | 1 сентября 2015          |
|       | 3     | 10      | 6 июля 2016              | 7 сентября 2016          |

## Список серий

### Сезон 1 (2014)
| № общий | № в сезоне | Название                                            | Режиссёр             | Автор сценария                                                 | Дата премьеры   | Произв. код | Зрители в США (млн) |
| ------- | ---------- | --------------------------------------------------- | -------------------- | -------------------------------------------------------------- | --------------- | ----------- | ------------------- |
| 1       | 1          | «Pilot» «Пилотный эпизод»                           | Дэвид Йейтс          | Гидеон Рафф                                                    | 24 июня 2014    | 1WAR79      | 2,10                |
| 2       | 2          | «State of Emergency» «Чрезвычайное положение»       | Майкл Леманн         | Говард Гордон и Крэйг Райт                                     | 1 июля 2014     | 1WAR01      | 1,38                |
| 3       | 3          | «My Brother's Keeper» «Хранитель брата»             | Майкл Леманн         | Гленн Гордон Карон                                             | 8 июля 2014     | 1WAR02      | 1,70                |
| 4       | 4          | «Sins of the Father» «Грехи отца»                   | Джереми Подесва      | Питер Ной                                                      | 15 июля 2014    | 1WAR03      | 1,57                |
| 5       | 5          | «Hail Mary» «Радуйся, Мэри»                         | Дэвид Петрарка       | Крис Левинсон                                                  | 22 июля 2014    | 1WAR04      | 1,50                |
| 6       | 6          | «What the World Needs Now» «Что нужно знать миру»   | Такер Гейтс          | Сюжет: Арика Лисанна Миттманн Телесценарий: Гленн Гордон Карон | 29 июля 2014    | 1WAR05      | 1,43                |
| 7       | 7          | «Preventative Medicine» «Профилактическая медицина» | Маркос Сига          | Арика Лисанна Миттманн                                         | 5 августа 2014  | 1WAR06      | 1,34                |
| 8       | 8          | «Meet the New Boss» «Встречайте нового босса»       | Шарлотта Силинг      | Дэвид Мэттьюс                                                  | 12 августа 2014 | 1WAR07      | 1,53                |
| 9       | 9          | «Gaslight» «Газовый свет»                           | Гвинет Хордер-Пэйтон | История: Крис Левинсон Телесценарий: Питер Ной и Надя Коннерс  | 19 августа 2014 | 1WAR08      | 1,45                |
| 10      | 10         | «Gone Fishing» «Рыбалка»                            | Майкл Леманн         | Говард Гордон и Крис Кейсер                                    | 26 августа 2014 | 1WAR09      | 1,52                |

### Сезон 2 (2015)
| № общий | № в сезоне | Название                                                          | Режиссёр             | Автор сценария                                                   | Дата премьеры   | Произв. код | Зрители в США (млн) |
| ------- | ---------- | ----------------------------------------------------------------- | -------------------- | ---------------------------------------------------------------- | --------------- | ----------- | ------------------- |
| 11      | 1          | «Mark of Cain» «Печать Каина»                                     | Гвинет Хордер-Пэйтон | Говард Гордон и Крис Кейсер                                      | 16 июня 2015    | 2WAR01      | 1,06                |
| 12      | 2          | «Enter the Fates» «Прими свою судьбу»                             | Гвинет Хордер-Пэйтон | Гленн Гордон Карон                                               | 23 июня 2015    | 2WAR02      | 1,15                |
| 13      | 3          | «Faith» «Вера»                                                    | Алекс Закржевский    | Крис Кейсер и Говард Гордон                                      | 30 июня 2015    | 2WAR03      | 1,10                |
| 14      | 4          | «A House Built on Sand» «Дом на песке»                            | Алекс Закржевский    | Эддисон Маккуиг и Кэсси Паппас                                   | 7 июля 2015     | 2WAR04      | 1,24                |
| 15      | 5          | «A Viper in the Palace» «Гадюка во дворце»                        | Дэвид Петрарка       | Марк Ричард                                                      | 14 июля 2015    | 2WAR05      | 1,17                |
| 16      | 6          | «The Other Brother» «Другой брат»                                 | Кари Скогланд        | Дэвид Фьюри                                                      | 21 июля 2015    | 2WAR06      | 1,08                |
| 17      | 7          | «The Awful Grace of God» «Ужасающая Божья благодать»              | Гвинет Хордер-Пэйтон | Крис Кейсер                                                      | 28 июля 2015    | 2WAR07      | 1,20                |
| 18      | 8          | «Fathers and Sons» «Отцы и сыновья»                               | Эрнест Дикерсон      | Кэсси Паппас и Эддисон Маккуиг                                   | 4 августа 2015  | 2WAR08      | 1,13                |
| 19      | 9          | «Inside Men and Outside Women» «Внутри мужчины и снаружи женщины» | Эндрю Берншнейн      | Гленн Гордон Карон                                               | 11 августа 2015 | 2WAR09      | 1,35                |
| 20      | 10         | «Zanjir» «Занджир»                                                | Питер Уэллер         | Говард Гордон и Крис Кейсер                                      | 18 августа 2015 | 2WAR10      | 1.20                |
| 21      | 11         | «Desert Storm» «Буря в пустыне»                                   | Киран Доннелли       | История: Дэвид Фьюри Телесценарий: Марк Ричард и Мэндо Альварадо | 25 августа 2015 | 2WAR11      | 1,23                |
| 22      | 12         | «Pax Abuddin» «Пакс Абуддин»                                      | Гвинет Хордер-Пэйтон | Крис Кейсер и Говард Гордон                                      | 1 сентября 2015 | 2WAR12      | 1,25                |

### Сезон 3 (2016)
| № общий | № в сезоне | Название                                                | Режиссёр             | Автор сценария                                                   | Дата премьеры   | Произв. код | Зрители в США (млн) |
| ------- | ---------- | ------------------------------------------------------- | -------------------- | ---------------------------------------------------------------- | --------------- | ----------- | ------------------- |
| 23      | 1          | «Spring» «Весна»                                        | Гвинет Хордер-Пэйтон | Крис Кейсер                                                      | 6 июля 2016     | 3WAR01      | 1,04                |
| 24      | 2          | «Cockroach» «Таракан»                                   | Алекс Закржевский    | Эддисон Маккуиг                                                  | 13 июля 2016    | 3WAR02      | 0,71                |
| 25      | 3          | «The Dead and the Living» «Мёртвые и живые»             | Гвинет Хордер-Пэйтон | Говард Гордон и Крис Кейсер                                      | 20 июля 2016    | 3WAR03      | 0,74                |
| 26      | 4          | «A Prayer for our Daughters» «Молитва за наших дочерей» | Майкл Леманн         | Эмми Гринвис                                                     | 27 июля 2016    | 3WAR04      | 0,78                |
| 27      | 5          | «A Rock and a Hard Place» «Молот и наковальня»          | Дебора Чоу           | Анна Фишко                                                       | 3 августа 2016  | 3WAR05      | 0,83                |
| 28      | 6          | «Truth and Dignity» «Истина и достоинство»              | Шарлотта Брандстрём  | Эми Луиз Джонсон и Келли Уайлс                                   | 10 августа 2016 | 3WAR06      | 0,77                |
| 29      | 7          | «Bedfellows» «Союзники»                                 | Питер Уэллер         | Дэниел Голдфарб                                                  | 17 августа 2016 | 3WAR07      | 0,62                |
| 30      | 8          | «Ask For the Earth» «Прошение земле»                    | Алрик Райли          | Крис Кейсер                                                      | 24 августа 2016 | 3WAR08      | 0,81                |
| 31      | 9          | «How To Live» «Как жить»                                | Питер Уэллер         | История: Анна Фишко Телесценарий: Эмми Гринвис и Эддисон Маккуиг | 31 августа 2016 | 3WAR09      | 0,83                |
| 32      | 10         | «Two Graves» «Две могилы»                               | Гвинет Хордер-Пэйтон | Крис Кейсер и Говард Гордон                                      | 7 сентября 2016 | 3WAR10      | 0,72                |

## Ссылка
- Официальный сайт (англ.)
- «Тиран» (англ.) на сайте Internet Movie Database